# Imehrou
Imehrou (também conhecido como Imihrou) é uma vila na comuna de Illizi, no distrito de Illizi, província de Illizi, Argélia. A vila é o local de um projeto para introduzir a energia solar para a Argélia, com trinta e três domicílios ligados aos cinco sistemas de energia solar.